# رقصة درامية
الرقصات الدرامية (بالإسبانية: el baile dramático)‏ هي نوع من رقصات العصور الوسطي الأرستقراطية والشعبية التي دخلت إلي المسرح المعاصر في صورة عروض مسرحية، حيث كان يقدم فيها الحدث من خلال التمثيل الصامت مع تنفيذ العديد من الرقصات. أدى تعصُّب بعض علماء الأخلاق واللاهوت إلى جعل هذه الرقصات تختفي تدريجيًا من الكوميديا أو المسرحيات وتدخل في الفواصل التمثيلية، حيث اعتبروها ممارسات اجتماعية منافية للآداب واللياقة. وكان هذا الرقص التصويري بمفرده أو في نهاية الفواصل التمثيلية، دون أي رابط سوى إعلان بسيط في آخر أبيات شعرية من  الفاصل التمثيلي، الذي كان يشير بدوره إلى إنه قد حان وقت الرقص. ولقد بدأ استقلال وفصل الرقص الدرامي عن الفواصل التمثيلية تقريبًا في عام 1616، حيث وُجِدَت بعض الرقصات الموثقة التي ترجع إلي هذة الفترة، ورسخ كنوع مسرحي في تطور مستمر وصل إلي قمته في منتصف القرن السابع عشر.  واختفي هذا النوع في الثلث الأول من القرن الثامن عشر تقريبا، ليحل محله مهزلة شعبية ذات فصل واحد الذي يقوم بعرض التقاليد والعادات.